# 목포서부초등학교
목포서부초등학교는 대한민국 전라남도 목포시에 있는 공립 초등학교이다.

## 학교 연혁
- 1938.06.10 목포용당공립심상소학교 개교(설립인가 5월 20일)
- 1939.10.27 목포서부공립심상소학교 명칭 변경
- 1941.04.01 목포서부공립국민학교 명칭 변경
- 1950.06.01 목포서부국민학교 명칭 변경
- 1976.03.01 특수학급 개설
- 1983.03.01 병설유치원 인가 개원
- 1996.03.01 목포서부초등학교명 변경
- 2001.02.10 교문이설 및 학교외부시설 환경조성
- 2009. 06. 08 운동장 생활체육시설(인조 잔디운동장) 개장
- 2013. 03. 01 제30대 김영춘 교장 부임
- 2015. 02. 13 제72회 졸업 (졸업생 23,893명)

## 참고 자료
- 목포서부초등학교 - 한국교육학술정보원 학교알리미